# Yūsuke Suzuki (Fußballspieler, 1982)
Yūsuke Suzuki (japanisch 鈴木 祐輔 Suzuki Yūsuke; * 19. Mai 1982 in der Präfektur Saitama) ist ein japanischer Fußballspieler.

## Karriere
Suzuki erlernte das Fußballspielen in der Universitätsmannschaft der Komazawa-Universität. Seinen ersten Vertrag unterschrieb er 2005 bei Rosso Kumamoto (heute: Roasso Kumamoto). 2007 wurde er mit dem Verein Vizemeister der Japan Football League und stieg in die J2 League auf. Danach spielte er bei AC Nagano Parceiro, FC Machida Zelvia, Kamatamare Sanuki und SC Sagamihara.